# Haji Mnoga
Haji Suleiman Haji Ali Mnoga (Portsmouth, 16 aprile 2002) è un calciatore inglese naturalizzato tanzaniano, difensore del Salford City e della nazionale tanzaniana.

## Carriera

### Club
Ha giocato per dieci anni (dal 2008 al 2018) nelle giovanili del Portsmouth, club con cui nel 2018 ha esordito tra i professionisti giocando 3 partite in Football League Trophy (vincendo il trofeo), competizione nella quale ha giocato una partita anche durante l'annata successiva, nella quale ha inoltre giocato una partita in settima divisione in prestito al Bognor Regis Town. Nella stagione 2020-2021 ha giocato 5 partite nella terza divisione inglese, una partita in FA Cup e 3 partite (nelle quali ha anche segnato un gol, il suo primo in carriera tra i professionisti) nel Football League Trophy. L'anno seguente, dopo aver giocato altre 2 partite con il Portsmouth in questa stessa competizione, ha giocato in totale 25 partite in quinta divisione, in prestito rispettivamente a Bromley (6 presenze) e Weymouth (19 presenze). Nella stagione 2022-2023 ha invece giocato 2 partite in Coppa di Lega ed una partita in Football League Trophy con il Portsmouth, 4 partite nella quarta divisione inglese al Gillingham e 11 partite nella quinta divisione inglese all'Aldershot Town (giocando in prestito a ciascuno di questi ultimi due club). Nella stagione 2023-2024 è nuovamente in prestito all'Aldershot Town in quinta divisione.

### Nazionale
Nel 2019 ha giocato una partita con la nazionale inglese Under-17.
Nel 2022 ha esordito nella nazionale maggiore della Tanzania.

## Palmarès

### Club

#### Competizioni nazionali
- Football League Trophy: 1

Portsmouth: 2018-2019